# Dongzhuang, Shandong
Dongzhuang (kinesiska: 东庄乡, 东庄) är en socken i Kina. Den ligger i provinsen Shandong, i den östra delen av landet, omkring 91 kilometer söder om provinshuvudstaden Jinan.
Genomsnittlig årsnederbörd är 857 millimeter. Den regnigaste månaden är juli, med i genomsnitt 283 mm nederbörd, och den torraste är januari, med 4 mm nederbörd.